# Liste der Kulturdenkmale in Alt Duvenstedt
In der Liste der Kulturdenkmale in Alt Duvenstedt sind alle Kulturdenkmale der schleswig-holsteinischen Gemeinde Alt Duvenstedt (Kreis Rendsburg-Eckernförde) aufgelistet (Stand: 14. April 2025).
Die Bodendenkmale sind in der Liste der Bodendenkmale in Alt Duvenstedt aufgeführt.

## Legende
In den Spalten befinden sich folgende Informationen:
- Objekt-ID: die Nummer des Kulturdenkmales
- Lage: die Adresse des Kulturdenkmales und die geographischen Koordinaten. Kartenansicht, um Koordinaten zu setzen. In der Kartenansicht sind Kulturdenkmale ohne Koordinaten mit einem roten Marker dargestellt und können in der Karte gesetzt werden. Kulturdenkmale ohne Bild sind mit einem blauen Marker gekennzeichnet, Kulturdenkmale mit Bild mit einem grünen Marker.
- Offizielle Bezeichnung: Bezeichnung des Kulturdenkmales
- Beschreibung: die Beschreibung des Kulturdenkmales
- Bild: ein Bild des Kulturdenkmales

## Bauliche Anlagen
| Objekt-ID     | Lage                                    | Offizielle Bezeichnung | Beschreibung | Bild            |
| ------------- | --------------------------------------- | ---------------------- | --- | --------------- |
| 7982 Wikidata | Auknüll 3 (54° 21′ 41″ N, 9° 38′ 51″ O) | Kate                   | Wohn- und Wirtschaftsgebäude; Anfang 19. Jahrhundert; im Kern Fachwerkbau, die Außenmauern zum Großteil in Backstein ersetzt, Zweiständerbau, reetgedecktes Walmdach - Begründung: geschichtlich, Kulturlandschaft prägend - Schutzumfang: gesamtes Objekt - Denkmaltyp: Bauliche Anlage | Fotos hochladen |

## Quelle
- Liste der Kulturdenkmale in Schleswig-Holstein – Kreis Rendsburg-Eckernförde

- Karte mit allen Koordinaten:
- OSM |
- WikiMap